# Жута пужевица
Жута пужевица (Hygrophorus hypothejus) је прворазредна јестива гљива. Месо је сочно и топи се у устима. Она се може пронаћи крај бијелих, црних и алепских борова, обилније у млађим, рјеђим и сунчанијим састојинама, тј. прије у трави него између иглица. Може се пронаћи у свим нашим предјелима, и на вишим и на нижим положајима.

## Листићи
Листови су закратко бијели, па све жући, старији и наранџастоцрвени, барем дјеломично, дебели и силазни. Њежни, дјелују под прстима као восак.

## Отрусина
Отрусина је бијела.

## Шешир
Шешир је дуг 2,5-6,5( 9,5) cm, најприје готово полулоптаст или чак и чуњаст, потом плићи и удубљенији, често и љевкасто удубљен с надоље заврнутим рубом; већином с јасно уочљивом округластом избочином на тјемену. Врло слузав. С маслинастосмеђим ураслим нитима, веома густим и финим, на свјетлијој, златножутој или жутосмеђој основи. Кожица се скида до половице, а кад се за сушнијег времена осуши, поприма ту и тамо пламенонаранџасте мрље.

## Микроскопија
Споре hyaline, neamyloidne, издуљено елипсоидне, с крупнијим вакуолама: 7,5-10/4-6 mi. Базидији 40-50/8-10 mi.

## Стручак
Стручак је дуг и витак, 3-7-(11)/0,5-1-(1,5) cm. У раној младости с копреном обавијеном слузи, безбојном и прозирном, што се спушта низ стручак и створи прстенолики појас, те поређан наниже, све до дна. Пун у свим фазама.

## Слична врста
Најсличнија гљива јој је аришева пужевица (Hygrophorus lucorum Kalchbr).